# António Garcia
António Garcia (Lisboa, 3 de Fevereiro de 1925 – Lisboa, 17 de Junho de 2015) foi um arquitecto e designer ‘Global’ português.
Figura de referência no Design Português, a sua obra estende-se nas áreas do Design de Comunicação, Design de Equipamento e Design de Interiores, sendo comparado a Peter Behrens devido à sua capacidade de projectar nas mais diversas escalas. O seu trabalho mais reconhecido é o design das embalagens de tabaco SG Filtro, SG Ventil, SG Gigante e Ritz; as capas de clássicos da Literatura para a editora Ulisseia; e a cadeira Osaka exposta na Expo Osaka’70.
Tal como outros designers da sua geração—pioneira no ‘Design’ Português—, dividia a sua actividade e interesse com a Arquitectura, foi considerado auto-didacta e integrava-se na elite do Design Português, colaborando com Sena da Silva (1 ano mais novo) nos anos 50, e associando-se a Daciano da Costa (5 anos mais novo) em 1974.
| “ | O designer era o que desenhava, mas na verdade não há um correspondente directo em português. Talvez lhe possamos chamar ‘o risco,’ como se estivéssemos na ‘sala do risco.’ | ” |

## Biografia
António Garcia, cedo manifestou habilidades na construção de brinquedos e trabalhos manuais. A mãe apercebendo-se da vocação do filho, apoiou o seu percurso na área artística.
Aos 13 anos, desenhava as separatas com construções de armar para a revista de banda desenhada O Mosquito, e aos 16 anos, tornava-se desenhador assalariado no Ministério da Economia. No final dos anos 40, frequentaria o curso de Desenhador Litógrafo, em horário nocturno, na Escola Secundária António Arroio, onde receberia formação de nomes como Rodrigues Alves, Aires de Carvalho, Estrela Faria e Lino António.
Ambicionava ser arquitecto e tirar o curso de Arquitectura na Faculdade de Belas-Artes da Universidade de Lisboa, mas não foi possível. Apesar disso, não o impediu de em 1955 assumir o projecto da fábrica de refrigerantes Canada Dry—na altura terceira marca com maior cota no mercado de refrigerantes, a seguir à Coca-Cola e Pepsi—, em Vila Franca de Xira.
Em 1952, vence concurso promovido pela editora Ulisseia, graças ao desenho das capas para os livros O Adeus às Armas, de Ernest Hemingway e A Casa de Jalna, de Mazo de la Roche. Fruto dessa distinção desenha, entre 1954 e 1970, capas para outros clássicos da Literatura como 1984 de George Orwell, O Midas Negro de Jan Carew, ou Piedade Inútil de Guido Piovene, perfazendo um total de cerca de 60 capas elaboradas a um ritmo quinzenal.
Em 1959 instala-se em atelier próprio num 4º andar, situado na Avenida da Liberdade, em Lisboa, mantendo-o durante 40 anos. E é como profissional independente que em 1964, faz o re-design da embalagem de tabaco SG Ventil, iniciando colaboração com a Tabaqueira, que se estenderia ao design das embalagens de tabaco Sintra (1965); High Life, Monserrate, Kayak (1966); SG Gigante, SG Filtro (1968); Ritz (1970) e Plaza (1974).
Em 1974, António Garcia e Daciano da Costa associam-se na direção de um Gabinete de Design, designado Risco—Projectistas e Consultores de Design, após convite da Companhia de Seguros Império.
Em 2015, falece com 90 anos de idade, mais de 75 dos quais dedicados ao ‘ofício.’

## Cadeira Osaka
No âmbito da participação portuguesa na Exposição Universal de Osaka’70, no Japão, António Garcia projecta a cadeira Osaka em 1969. A cadeira insere-se num projecto, que envolveu também Daciano da Costa, para um espaço exterior ao Pavilhão de Portugal, ocupado pelo Instituto Nacional do Café, e que António Garcia ficou encarregue pelo respectivo Design de Equipamento.
Com as dimensões de 60×71×43 cm, a icónica cadeira é considerada “racional, simples e simultaneamente requintada,” apropriada tanto num ambiente de época luxuoso como numa humilde casa de campo. A linguagem de produto utilizada coloca em questão funções simbólicas do objecto, como o próprio autor explica—“propõe a subversão dos preconceitos que nos levam a falar de ‘moderno,’ ‘antigo,’ de ‘luxo’ e de ‘sobriedade.’”
A necessidade de economia e rapidez no transporte para o Japão via aérea, é o motivo pelo qual a cadeira é projectada para ser compacta, leve e de fácil montagem e desmontagem.
São inicialmente produzidos 60 exemplares em madeira de pinho e pele natural, pela empresa Móveis Sousa Braga.
Em 1971, na feira ANUGA em Colónia, Alemanha, a cadeira Osaka que integrou o Stand do Fundo de Fomento de Exportação cativou o interesse de uma empresa dinamarquesa de mobiliário. Os dois representantes da empresa pediram mais informações acerca da cadeira, e revelaram interesse numa encomenda entre 80 a 80.000 unidades. Por que não se inseria no âmbito da exposição a comercialização da cadeira Osaka, informações mais detalhadas acerca da quantidade, preços, transporte e prazos não poderam ser dadas. António Garcia juntou então, José Pedro Olaio (Casa Olaio) e José Sousa Braga (Móveis Sousa Braga), responsáveis dos fabricantes, no sentido de elaborar uma proposta à empresa dinamarquesa, o que apesar da insistência do Designer não aconteceu. Especula-se que o motivo do insucesso deste negócio em particular, e também de uma projeção internacional maior dos Designers portugueses nas décadas de ’60 e ’70, se tenha prendido com o fraco desenvolvimento industrial do país. No mercado nacional, mais propriamente em lojas de mobiliário em Lisboa, António Garcia revelou ter observado reproduções não autorizadas a serem comercializadas nos anos ’70 e ’80.
A produção da cadeira viria mais tarde a ser assegurada pela empresa de mobiliário FOC (Fábrica Osório de Castro), inserindo-se numa aposta com a “necessidade imperiosa de criar modelos de concepção própria para as solicitações do mercado de exportação.” É nesta altura que se comercializa, para a gama standard, variações em lona, tecido verde brilhante, tecido vermelho, imitação de couro e couro. A FOC viria a promover, nos anos 80, a comercialização da cadeira no mercado francês, juntamente com a cadeira Sena de Sena da Silva, sob o slogan “A Supremacia do Bom Senso.”

## Cronologia
- ’30: Revista O Mosquito
- ’40: Frequência de curso de Desenhador Litógrafo na Escola Secundária António Arroio, Desenhador assalariado no Ministério da Economia
- 1952: Vencedor de concurso promovido pela editora Ulisseia
- 1953: Saprel (Marca de Identidade Visual)
- 1954: Herold Strol e Strol África (Design de Interiores)
- 1955: Cadeira Gazela (Design de Mobiliário); Cartaz Businas Klaxon (Design de Comunicação)
- 1956: Fábrica de Refrigerantes Canada Dry em Vila Franca de Xira (Arquitectura), Ecomar (Marca de Identidade Visual)
- 1957: Estana, Herold-Indica (Marca de Identidade Visual)
- 1958: Messa—Máquinas de Escrever (Marca de Identidade Visual)
- 1959: Instalação de ateliê próprio, Messa (Design de Exposição); Tabaco Sagres, Cerveja Pérola e São Jorge (Design de Embalagem); Cartazes “O Verão vem passar o Inverno a Portugal” e “Good Goods from Portugal” (Design de Comunicação)
- 1960: Instituto Nacional de Investigação Industrial (Design de Exposição); Empresa Geral do Fomento e Profabril do Grupo Mello, Escritório de Afonso Valla, Geladaria A Veneziana (Design de Interiores)
- 1961: Sorefame (Marca de Identidade Visual), SACOR (Design de Exposição)
- 1963: Profabril, Crédito Predial Português (Marca de Identidade Visual), Apartamento Afonso Valla na Lapa (Lisboa), Navio Príncipe Perfeito (Design de Interiores)
- 1964: SG Ventil (Design de Embalagem); Centrol, Autosil, Codepa (Marca de Identidade Visual)
- 1965: Sintra (Design de Embalagem); Seta (Marca de Identidade Visual)
- 1966: High Life, Monteserrate, Kayak (Design de Embalagem), Livro A Ponte Salazar (Design de Comunicação)
- 1967: Companhia Mineira do Lobito (Marca de Identidade Visual)
- 1968: SG Gigante, SG Filtro (Design de Embalagem); Residência Vieira Borges em Cascais, Moradia Silva Brito no Restelo (Arquitectura); Hotel Alvor Praia, Moradia e Picadeiro Afonso Valla, Lisnave (Design de Interiores); Secretária PS-1 e PS-2, Mesa de trabalho PM-2 (Design de Mobiliário)
- 1969: Cadeira Osaka, Cadeirão Relax, Mesas empilháveis Cubox4 (Design de Mobiliário)
- 1970: Ritz (tabaco) (Design de Embalagem); Sidul, Covina (Design de Exposição); Móveis Sousa Braga, Dialux, Cajuca, Neo—Farmacêutica (Marca de Identidade Visual); Livro Ante, Após, Até de Fernando Santos, Selos “Osaka—Expo’70” (Design de Comunicação)
- 1971: Banco de Paris (Design de Interiores), Complexo turístico Aldeia dos Navegantes em Vilamoura
- 1972: Hotel Sotuma (Design de Interiores), Candeeiros CUBO-C-73 e LAM-C-4-73 (Design de Produto), Símbolo internacional do Vinho do Porto (Marca de Identidade Visual), Publicação madeinportugal, Selos “Mês Internacional do Coração” (Design de Comunicação)
- 1973: Hotel Terminus, Moradia Joaquim Ferreira na Parede, Setenave (Design de Interiores); Suporte versátil para tampos de mesa (Design de Mobiliário); Selos “6º Centenário da Aliança Anglo-Portuguesa 1373-1973” (Design de Comunicação)
- 1974: Associação com Daciano da Costa na direção do Gabinete de Design Risco—Projectistas e Consultores de Design; Plaza (Design de Embalagem); Casa sobre o Vale do Jamor em Queijas (Arquitectura); Hotel Delfim (Design de Interiores), Linha de Mobiliário GARRIGUE e CONTAINERS (Design de Mobiliário)
- 1976: Sorefame (Design de Exposição)
- 1977: Selos “Dia Nacional da Luta Anti-Alcoolismo” (Design de Comunicação)
- 1979: Companhia dos Telefones (Design de Interiores)
- 1980: Restaurante AVIS, Bingo no CC das Amoreiras (Design de Interiores)
- 1981: Siderurgia Nacional (Marca de Identidade Visual)
- 1989: Banco Totta em Luanda (Design de Interiores)
- 1990: Banco BNU, Quimigal (Design de Interiores)
- 1991: Banco Fonsecas e Burnay (Design de Interiores)
- 1993: Companhia de Seguros Império (Design de Interiores)
- 1995: Hotel Globo em Luanda (Design de Interiores)
- 1996: Hospital Miguel Bombarda (Design de Interiores)
- 1999: Quimigest (Design de Interiores)

## Prémios e Distinções
- 2010: Prémio Nacional de Design Carreira
- 2014: Doutoramento Honoris Causa, pela Faculdade de Belas-Artes da Universidade de Lisboa

## Exposições
- 2010: Zoom In/Zoom Out Museu do Design e da Moda

## Ligações na Rede
- Joana Amaral Cardoso, Morreu António Garcia, um dos pioneiros do design português, Público, 18 de Junho de 2015

- Maria Ramos Silva, António Garcia. Desenho de um quotidiano aqui tão perto, Jornal i, 30 de Maio de 2014

- MUDE recebe espólio de António Garcia, Diário de Notícias Artes, 19 de Junho de 2010

- Joana Amaral Cardoso, António Garcia, o designer tranquilo, Público, 16 de Junho de 2010